# 北京大学東門駅
座標: 北緯39度59分26.96秒 東経116度18分34.75秒 / 北緯39.9908222度 東経116.3096528度
北京大学東門駅（ペキンだいがくひがしもんえき）は北京市海淀区に位置する北京地下鉄4号線の駅である。

## 駅構造
島式ホーム1面2線を有する地下駅。

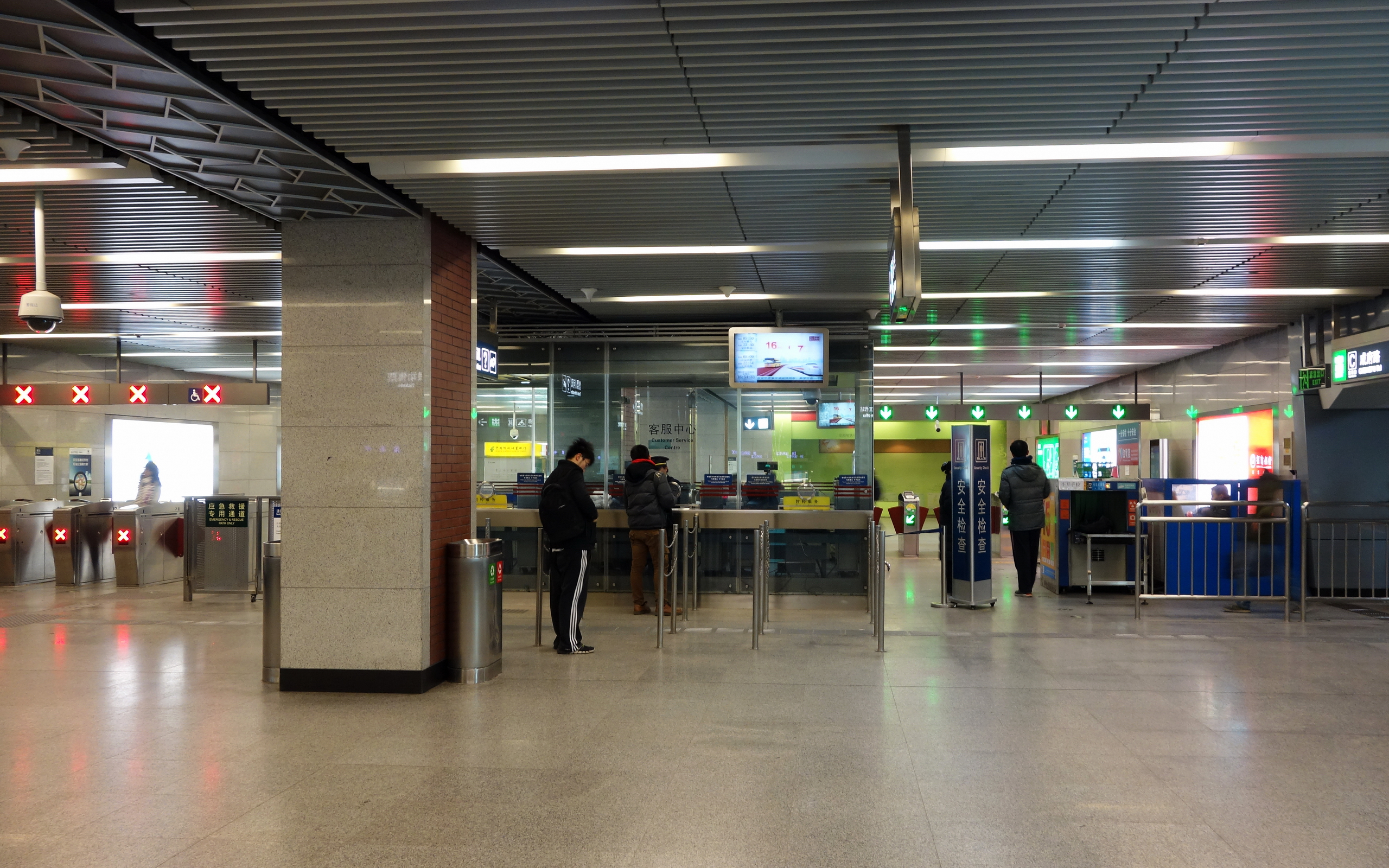
コンコース
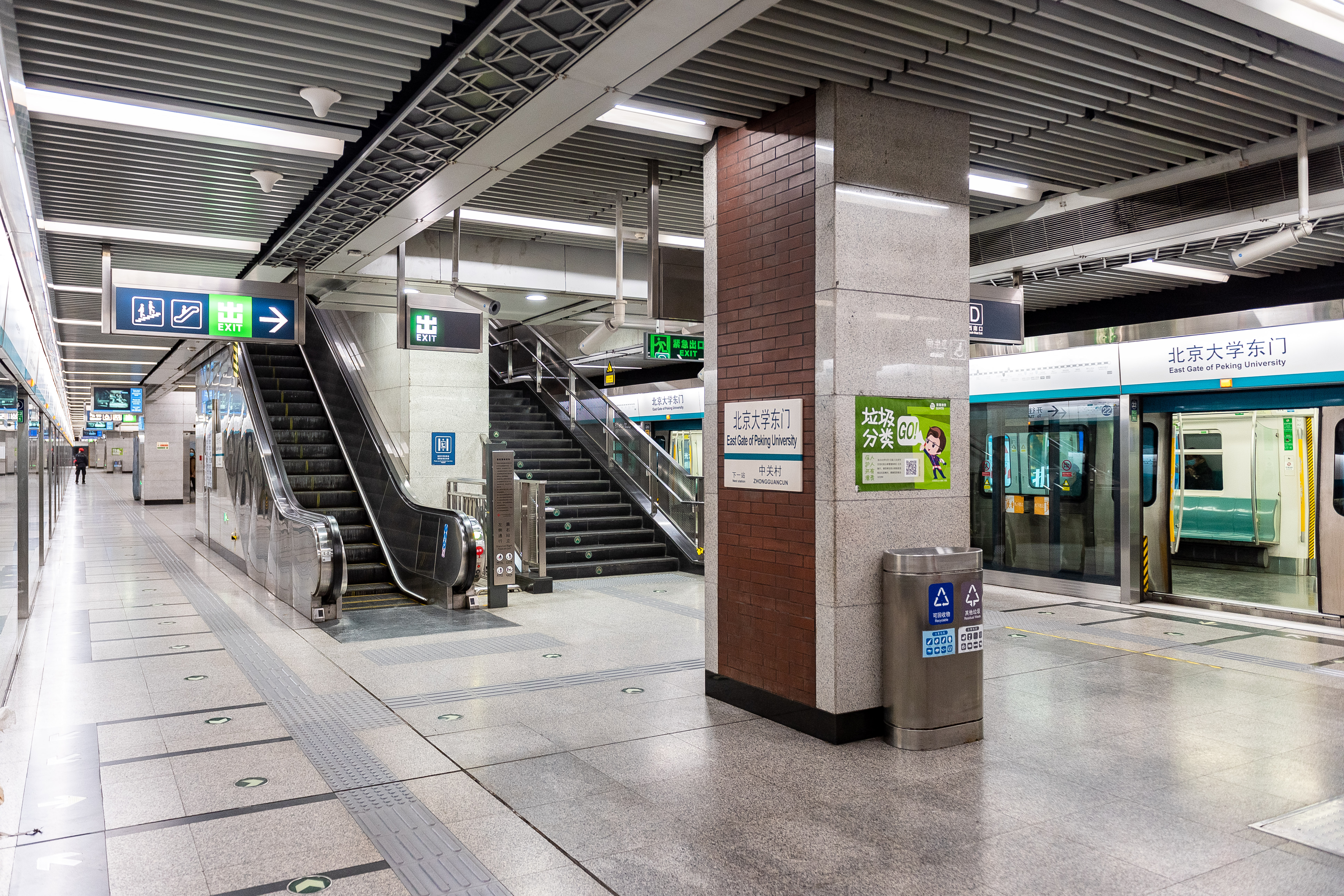
ホーム

## 駅周辺
- 北京大学

## 歴史
- 2009年9月28日 - 開業。

## 隣の駅
北京地下鉄
■4号線
中関村駅 - 北京大学東門駅 - 円明園駅